# John Albert (Journalist)
John Albert (geboren 28. Januar 1912 in Wien; gestorben 29. Juli 1981 in Zürich) war ein austroamerikanischer Journalist. 

## Leben
John Albert war ein Sohn des Louis Albert und der Mary Glaser. Albert studierte Jura an der Universität Wien. Ab 1932 arbeitete er als Redakteur und stellvertretender Leiter der Telegrafen-Compagnie Wien. 1934 heiratete er Hildegard Janauschek, sie hatten zwei Kinder. Albert wurde 1936 zum Dr. jur. promoviert. 1940 emigrierte er in die USA. Er fand zunächst eine Arbeit als Assistent in der Auslandsredaktion von Columbia Broadcasting System (CBS) und wurde 1942 beim Office of War Information (OWI) Abteilungsleiter. 1945 erhielt er die amerikanische Staatsbürgerschaft und wurde 1945/46 als leitender Übersetzer beim Nürnberger Prozess gegen die Hauptkriegsverbrecher eingesetzt. 
Zurück in den USA war Albert von 1947 bis 1953 Chefredakteur des Deutschland-Dienstes im US-Außenministerium. Danach arbeitete er in der United States Information Agency (USIA) in New York und in Washington als Gruppenleiter und als Abteilungsleiter Europa und wurde 1958 Abteilungsleiter des USIA-Programmzentrums in München. 1962 bis 1966 war er Leiter des zentralen Programmdienstes bei der Voice of America. Er wurde 1955 mit dem USIA Superior Honor Award ausgezeichnet.
Albert lebte 1978 in Silver Spring.   